# Kendell Foster Crossen
Kendell Foster Crossen, noto anche con lo pseudonimo di Richard Foster, Bennett Barlay, Kent e Clay Richards, M. E. Chaber (Athens (Ohio), 25 luglio 1910 – Los Angeles, 29 novembre 1981), è stato uno scrittore di pulp fiction e fantascienza statunitense. Alcuni suoi scritti portano la firma abbreviata Ken Crossen.
Fu il creatore e autore delle storie sul Green Lama (un eroe dei pulp e dei fumetti) e dei romanzi polizieschi e di spionaggio con protagonista Milo March.

## Biografia
Kendell Foster Crossen nacque ad Albany, Ohio (vicino ad Athens), figlio unico dei contadini Sam Crossen e Clo Foster Crossen. Fu pugile dilettante e svolse vari lavori, dal banditore in un luna park all'investigatore per compagnie di assicurazione. Negli anni '30 lavorò come scrittore per progetti del Works Progress Administration (WPA), tra cui una Guida alla città di New York, prima di diventare redattore di Detective Fiction Weekly nel 1936.
Negli anni ’40 scrisse narrativa poliziesca per i pulp magazine e romanzi con il proprio nome e con vari pseudonimi, tra cui Richard Foster, M.E. Chaber, Christopher Monig, Clay Richards, Bennett Barley e altri. Fu l’ideatore del personaggio pulp e dei fumetti Green Lama, un supereroe buddista la cui forza emergeva con la recitazione del mantra tibetano "om mani padme hum. Scrisse centinaia di sceneggiature radiofoniche per The Green Lama, Suspense, The Saint, Mystery Theater e altri programmi. Tra i suoi lavori per la televisione ci sono 77 Sunset Strip, The Man from Blackhawk, Man and the Challenge e Perry Mason. Crossen fu uno dei fondatori della Mystery Writers of America e curatore non accreditato della sua prima antologia, Murder Cavalcade (1946).
Negli anni ’50 iniziò a scrivere fantascienza per riviste come Thrilling Wonder Stories, tra cui le storie umoristiche con protagonista Manning Draco, un investigatore assicurativo intergalattico (quattro delle quali raccolte in Once Upon a Star: A Novel of the Future, 1953). Tra i suoi romanzi di fantascienza si ricordano Year of Consent (1954), ambientato in un’America governata da "ingegneri sociali" tirannici, e The Rest Must Die (1959), su sopravvissuti a una catastrofe nucleare a New York. Tra le novelle: Passport to Pax (1952) e Things of Distinction (1952). Curò anche due antologie di fantascienza: Adventures in Tomorrow (1951) e Future Tense (1952).
I documenti e le opere di Crossen sono conservati presso l’Howard Gotlieb Archival Research Center della Boston University.